# Marcel Benoist-priset
Marcel Benoist-priset, delas ut av Marcel Benoist Foundation, och är ett penningpris som delats ut årligen sedan 1920. Det tillfaller den vetenskapsman, med schweiziskt medborgarskap eller boende, som gjort den mest betydelsefulla vetenskapliga upptäckten. Sedan 1997 kan även forskare inom humaniora erhålla priset.
Marcel Benoist Foundation grundades i enlighet med den franske advokaten Marcel Benoists sista vilja. Benoist avled 1918 och var bosatt i Lausanne, i Schweiz. Priset kallas ofta ”det schweiziska nobelpriset”.

## Pristagare
- 1920: Maurice Arthus
- 1921: Conrad Brunner
- 1922: Paul Karrer
- 1923: Albert Heim
- 1924: Heinrich Zangger
- 1925: Alfred Gysi
- 1926: Emile Argand
- 1927: Hermann Sahli
- 1928: Jules Gonin
- 1929: Paul Niggli
- 1930: Aloys Müller
- 1931: Walter Hess
- 1932: Maurice Lugeon
- 1933: Robert Doerr
- 1934: Max Askanazy
- 1935: Jakob Eugster
- 1936: Alfredo Vannotti
- 1937: Charles Dhéré
- 1938: Leopold Ružička
- 1939: Fritz Baltzer
- 1940: Friedrich Traugott Wahlen
- 1941: Hermann Mooser
- 1942: Arthur Stoll
- 1943: Paul Scherrer
- 1944: Robert Matthey
- 1945: Ernst Albert Gäumann
- 1946: Alexander von Muralt
- 1947: Tadeus Reichstein
- 1948: Hans E. Walther
- 1949: Albert Frey-Wyssling
- 1950: Emile Guyénot
- 1951: Anton Fonio
- 1952: Otto Gsell
- 1953: Alfred Fleisch
- 1954: Ernst Hadorn
- 1955: Max Holzmann
- 1956: Siegfried Rosin
- 1957: Jakob Seiler
- 1958: Klaus Clusius
- 1959: Albert Wettstein
- 1960: Pierre Duchosal
- 1961: Werner Kuhn
- 1962: Alfred Hässig
- 1963: Gerold Schwarzenbach
- 1964: Vladimir Prelog
- 1965: Georges de Rham
- 1966: Edouard Kellenberger och Alfred Tissières
- 1967: Kurt Mühlethaler och Hans J. Moor
- 1968: Michel Dolivo
- 1969: Walter Heitler
- 1970: Charles Weissmann
- 1971: Manfred Bleuler
- 1972: Albert Eschenmoser
- 1973: Lucien Girardier, Eric Jéquier och Georges Spinnler
- 1974: Ewald Weibel
- 1975: M. Gazi Yasargil
- 1976: Theodor K. Brunner, Jean Charles Cerottini och Jean Lindenmann
- 1977: Hans Günthard och Edgar Heilbronner
- 1978: Niels Kaj Jerne
- 1979: Michel Cuénod
- 1980: Hans Kummer
- 1981: Karl Illmensee
- 1982: Franz Fankhauser
- 1983: Hans R. Brunner
- 1984: Harald Reuter
- 1985: Richard R. Ernst
- 1986: J. Georg Bednorz och K. Alexander Müller
- 1987: Maurice Edmond Müller, Martin Allgöwer och Hans R. Willenegger
- 1988: Ulrich Laemmli
- 1989: Niklaus Wirth
- 1990: Bruno Messerli, Hans Oeschger och Werner Stumm
- 1991: Duilio Arigoni och Kurt Wüthrich
- 1992: Gottfried Schatz
- 1993: Inget pris delades ut
- 1994: Martin Schwab
- 1995: Henri Isliker och Alfred Pletscher
- 1996: Bernard Rossier
- 1997: Jürg M. Fröhlich
- 1998: Michel Mayor
- 1999: Jörg Paul Müller och Luzius Wildhaber
- 2000: Dieter Seebach
- 2001: Ruedi Imbach
- 2002: Rüdiger Wehner
- 2003: Denis Duboule
- 2004: Adriano Aguzzi
- 2005: Othmar Keel
- 2006: Timothy J. Richmond
- 2007: Ari Helenius
- 2008: Ernst Fehr
- 2009: Françoise Gisou van der Goot – första gången en kvinna tilldelades priset
- 2010: Daniel Loss
- 2011: Michele Parrinello
- 2012: Michael N. Hall
- 2013: Michael Grätzel
- 2014: Nicolas Gisin
- 2015: Laurent Keller
- 2016: Johan Auwerx
- 2017: Thomas Stocker
- 2018: Lars-Erik Cederman[2]